# Брус (механика)
Брус (в механике материалов и конструкций) — модель тела, у которого один из размеров гораздо больше двух других. При расчётах брус заменяют его продольной осью. В строительной механике вместо термина "брус" в том же значении чаще используют термин стержень, который входит в состав общепринятого термина. К стержневым системам относятся фермы, рамы и многие другие. Термин же "брусчатые системы" в литературе не используется, за исключением характеристики срубного строения (дом из деревянных брусьев или брёвен). Что касается термина "брус", то он корректно используется для характеристики пиломатериала, имеющего примерно одинаковые размеры поперечного сечения.
По виду деформации (нагрузки):
- Стержень — брус, работающий на растяжение-сжатие
- Вал — брус, работающий на кручение
- Балка — брус, работающий на изгиб

По геометрической форме:
- прямолинейные
- криволинейные

По виду поперечного сечения:
- постоянного сечения
- переменного сечения
- ступенчатые

По виду нагружения:
- плоские
- пространственные